# Bruce Barrymore Halpenny
Bruce Barrymore Halpenny (1937 – 3 tháng 5 năm 2015) là nhà sử học và tác giả quân sự người Anh, chuyên nghiên cứu về sân bay và máy bay, cũng như những câu chuyện ma quái và bí ẩn. Ông cũng là một phát thanh viên và nhà phát minh trò chơi.

## Tiểu sử

### Thiếu thời
Cha của Halpenny là một người lính Canada trong Thế chiến I, từng tham gia chiến đấu tại Vimy Ridge, và mẹ là một công nhân xưởng quân nhu trong Thế chiến I của Anh quê ở Lincolnshire. Bruce xuất thân từ Lincolnshire, Anh. Trong thời kỳ đầu theo đuổi nghề viết văn, ông bắt đầu bằng việc viết truyện ngôn tình và truyện cao bồi cho thị trường Mỹ dưới những bút danh khác nhau. Sau nhờ kiến thức chuyên môn về Không quân Hoàng gia Anh (RAF), ông tập trung vào lịch sử quân sự, đặc biệt là lịch sử Không quân Hoàng gia Anh trong Thế chiến II, thường là những hiểu biết sâu sắc, sự kiện và những câu chuyện chú trọng về con người. Có thời điểm, ông tập trung viết bài cho 14 tạp chí quân sự trên khắp thế giới, khi ông được nhà xuất bản Patrick Stephens tiếp cận để thực hiện các cuốn sách về Sân bay do kiến thức và quyền hạn rộng lớn của mình.

### Binh nghiệp
Halpenny có thời phục vụ trong đội Cảnh sát Không quân Hoàng gia (RAFP) qua các đơn vị chuyên môn, thường ở nước ngoài. Sau khi bị thương, ông được chuyển sang Cảnh sát RAF về Nhiệm vụ An ninh Đặc biệt (Vũ khí Nguyên tử & Hóa học), và là một phần của đơn vị quân cảnh đặc biệt của RAF về Nhiệm vụ Đặc biệt và trong Bộ phận Hạt nhân, chịu trách nhiệm bảo vệ vũ khí hạt nhân được máy bay ném bom V sử dụng trong thời kỳ chiến tranh.

### Văn nghiệp
Suốt những năm 1950 khi còn trong Không quân Hoàng gia, Halpenny bị thương và phải trải qua một số cuộc phẫu thuật, mà mạng sống như đang trong tình thế ngàn cân treo sợi tóc khi các bác sĩ phẫu thuật tận tâm chiến đấu để không chỉ cứu bàn tay và cánh tay mà còn cả tính mạng của ông. Trong quá trình phục hồi chức năng, ông bắt đầu viết lách và nghiên cứu như một sở thích, và mặc dù vẫn ở lại RAF và thực hiện các Nhiệm vụ Đặc biệt và trong Bộ phận Hạt nhân, sở thích của ông đã trở thành một nghề hẳn hoi trong những năm về sau khi xuất ngũ.
Halpenny đã viết truyện ma vào những năm 1960, và bắt gặp những câu chuyện ma trong quá trình nghiên cứu kỹ lưỡng về lịch sử sân bay, khi vào năm 1984, ông quyết định chúng nên tạo thành chủ đề cho một cuốn sách đặc biệt, và vì vậy bắt đầu thêm vào và nghiên cứu hồ sơ 'bí ẩn ma quái' của mình về những sân bay bỏ hoang có tiếng rì rào và thì thầm với những hồn ma. Đến năm 1984, ông được thừa nhận không chỉ là một nhà sử học quân sự người Anh được kính trọng, chuyên gia về lịch sử sân bay mà còn là chuyên gia về Bóng ma của RAF, đặc biệt là các sân bay xung quanh. Ghost Stations ra đời, và vào năm 1986, cuốn sách đầu tiên được xuất bản và đã chứng tỏ là một cuốn sách bán chạy nhất khi nó kể lại việc "những người lính không đầu và những bóng ma khác đã xuất hiện trong các tháp điều khiển không lưu và các tòa nhà sở ban ngành trên khắp đất nước". Đó là yêu cầu mà cuốn sách thứ hai có tên Aaargh! được xuất bản với hơn 30 câu chuyện, một trong số đó là Bí ẩn kỳ lạ của Tia chớp 894. Aaargh!, về sau trở thành Ghost Stations 2, vì sau đó có thêm nhiều cuốn sách hơn trong những năm qua và trở thành bộ sách Ghost Stations đình đám.
Kiến thức và vị thế độc đáo của Halpenny có nghĩa là ông cũng được biết đến qua việc tiếp cậnbvà tìm kiếm thông tin thường không được công chúng và giới truyền thông nói chung, đặc biệt là tài liệu của Bộ Quốc phòng (MoD) liên quan đến UFO.
Halpenny luôn khẳng định rằng tất cả các sân bay đều bị ma ám. Trong nhiều năm, ông đã khám phá ra vô số tài liệu về những trải nghiệm ma quái trên các sân bay thời chiến.  Ông nói, "Bằng chứng về những con ma cứ liên tục xuất hiện và phong phú đến mức không thể bỏ qua được,", và ông không khỏi nghi ngờ tại sao các sân bay lại là thỏi nam châm hút ma đến vậy, "Bạn phải nhớ rằng 55.000 người của Bộ Chỉ huy Máy bay ném bom đã chết trong khi hoạt động từ nước Anh trong suốt Thế chiến thứ hai, và hầu như tất cả đều gặp phải kết cục dữ dội, vì vậy không có gì đáng ngạc nhiên khi hàng chục linh hồn trên trần thế đã bị bỏ lại."

### Quân sử
Khi nghiên cứu lịch sử sân bay RAF của Anh, đặc biệt là ở Luân Đôn, Yorkshire và Lincolnshire, Halpenny nhận thấy rằng hồ sơ công khai có rất ít thông tin, nếu có, vì vậy ông phải tự mình nghiên cứu lại từ đầu. Điều này đã giúp khai quật một nguồn thông tin phong phú, mà những người khác đã sử dụng kể từ đó, nhưng lại đưa Halpenny trở thành một chuyên gia RAF khó mà tranh cãi. Đối với nghiên cứu của mình trên sân đỗ máy bay, Halpenny phỏng vấn 1.400 người, hồ sơ nghiên cứu và thư từ, và đã đi hàng ngàn dặm. Đó là sự cống hiến của Halpenny đối với lịch sử các sân bay mà ông đến thăm từng sân bay, (một số trong số đó ông đã biết trước từ những ngày trong quân ngũ), để đảm bảo tính chính xác.
Sách của ông nhanh chóng trở thành sách tham khảo cần thiết cho tất cả các nhà sử học hàng không. Hầu như tất cả thông tin đều mới, theo nghĩa là nó đã không xuất hiện trong hàng chục cuốn sách từng viết về RAF, cũng mới là nhiều bức ảnh chỉ là sự lựa chọn trong số hàng nghìn bức ảnh mà ông đã cố sức thu thập và ủy thác. Đó là những bức ảnh và sự độc đáo của Halpenny, cũng như cách ông sử dụng chúng, mà trong chương mở đầu của cuốn sách Action Stations 2 Wartime Military Airfields of Lincolnshire and the East Midlands, là một bộ ảnh tháp điều khiển không lưu – đây là lần đầu tiên được thực hiện trong bất kỳ cuốn sách nào.
Ông cũng viết nhiều cuốn sách về chủ đề quân sự khác nhau, chẳng hạn như English Electrical/BAC Lightning đến Wartime Poems. Ông chuyên về máy bay phản lực của Anh, English Electric Lightning, English Electric Canberra và Avro Vulcan.

## Đời tư
Bruce lấy vợ là nhà văn về môn kỵ mã và người cưỡi ngựa, Marion Rose Halpenny, cả hai có một cậu con trai mang tên Baron Barrymore Halpenny, một họa sĩ thương mại.

## Ấn phẩm
- Action Stations 2: Military Airfields of Lincolnshire and the East Midlands. Patrick Stephens Ltd. 1981. ISBN 978-0-850594-84-3.
- Action Stations 4: Military Airfields of Yorkshire. Patrick Stephens Ltd. 1982. ISBN 978-0-850595-32-1.
- Action Stations 8: Military Airfields of Greater London. Haynes Publishing Group. 1984. ISBN 978-0-850595-85-7.
- English Electric/BAC Lightning. Osprey Publishing Ltd. 1984. ISBN 978-0-85045-562-5.
- To Shatter the Sky: Bomber Airfield at War. Patrick Stephens Ltd. 1984. ISBN 978-0-85059-678-6.
- Fight for the Sky: True stories of wartime fighter pilots. Patrick Stephens Ltd. 1986. ISBN 978-0-85059-749-3.
- Wartime Poems. Casdec Ltd. 1990. ISBN 978-0-907595-69-4.
- An English Town: Market Rasen. Anzio Group. 2004. ISBN 978-0-9547774-0-1.
- Bullets in the Morning...Bullets at Night: The Italian Campaign. Anzio Group. 2004. ISBN 978-0-9547774-1-8.
- English Electric Canberra. Penn & Sword Books. 2005. ISBN 978-1-84415-242-1.
- The Avro Vulcan Adventure. Anzio Group. 2007. ISBN 978-0-9547774-3-2.
- Ghost Stations (sách nhiều tập) 1986–2012